# Jana Pleysier
Jana Pleysier is een personage in de VTM-televisieserie Familie, gespeeld door Priske Dehandschutter.
Jana Pleysier was de maître in restaurant de KomEet en werkte samen met Maarten Van den Bossche en Roos Sterckx. Ze had een relatie met Evy Hermans. Het personage werd van januari 2012 tot januari 2013 vertolkt door Priske Dehandschutter. 

## Overzicht
Wanneer de KomEet eindelijk een succes blijkt te worden, besluiten Maarten en Roos om naar een maître te zoeken. Al vanaf de eerste ontmoeting met Maarten en Roos, had ze een zeer goede indruk achter gelaten en ze besloten om haar meteen in dienst te nemen. Jana blijkt een zeer bekwame maître te zijn voor het restaurant en zorgt er steeds voor dat foutjes op een correcte manier worden rechtgezet.
Ze vindt in Maarten een gelijke en ze komen zeer goed overeen. Dit zorgt er natuurlijk voor dat Roos jaloers begint te worden maar Jana heeft geen interesse in Maarten want ze blijkt een vaste vriendin te hebben. Toch heeft Jana geen goede relatie met Kris want niet veel later besluit ze het uit te maken met haar omdat ze veel te achterdochtig is heel de tijd. Niet veel later verschijnt Kris dan ook in het restaurant om het uit te vechten met Jana. De volgende dagen en weken blijft Jana gestalkt worden door Kris. Ze is zo bang om alleen thuis te zitten dat ze naar een oplossing zoekt. Ze gaat voor een tijdje logeren bij Mieke Van den Bossche maar Kris blijft haar achtervolgen. Jana en Evy Hermans bedenken al snel een plannetje: ze gaan doen alsof ze een koppel zijn zodat Kris hen met rust laat. Dit blijkt te helpen tot Kris plotseling Evy gaat bedreigen. Gelukkig kan de politie op tijd ingrijpen en Kris wordt opgepakt waardoor Jana weer opgelucht kan ademhalen. 
Door heel dit gedoe heeft ze wel een goede vriendin gevonden in Evy maar al snel blijkt dat Jana gevoelens voor haar heeft. In eerste instantie worden haar gevoelens afgewezen door Evy maar na een tijdje begint het tij te keren en beginnen de twee toch een relatie met elkaar. Al snel krijgen ze veel kritiek van hun omgeving. Vooral Rita Van den Bossche is enorm tegen hun relatie. Jana is een zeer grote steun voor Evy tijdens deze moeilijke periode. Uiteindelijk legt Rita zich neer bij deze relatie en zijn Rita en Evy terug goede vrienden. 
Evy probeert zwanger te worden, en daarom zoekt ze samen met Jana een donor. Samen beslissen ze dat Niko de donor zal worden. Evy probeert alles om zwanger te worden, ze wil zelfs met Niko naar bed. Jana betrapt hun en besluit haar relatie met Evy te beëindigen.